# 9.º Distrito Congressional do Arizona
O 9º Distrito Congressional do Alabama será um dos nove distritos congressionais do Estado norte-americano do Arizona. Segundo o censo de 2010 o distrito será criado em 2012.